# Bataille d'Arnay-le-Duc
La bataille d'Arnay-le-Duc se déroule le 27 juin 1570 à proximité de la ville éponyme dans l'actuel département de la Côte-d'Or et oppose une troupe de 4 000 protestants commandée par Gaspard II de Coligny à une armée royale de 12 000 hommes commandée par le maréchal Artus de Cossé-Brissac.
Il s'agit de la première bataille à laquelle participe le jeune Henri de Navarre, le futur roi Henri IV. Malgré les objections de l'état-major, il a emporté la décision et pris le commandement de la première charge, aux côtés d'un brillant homme de guerre, Louis de Nassau. La bataille se solde par une victoire protestante.